# Hikaru no Go
Hikaru no Go (яп. ヒカルの碁 Хикару но Го, «Хикару и го») — манга и аниме-сериал в жанре «спокон». История, основанная на настольной игре Го, написана Юми Хоттой и проиллюстрирована Такэси Обатой. Производством серии игр го при создании сериала руководила профессионал Юкари Умэдзава (6 дан).
Первый том манги был выпущен в Японии издательством Shueisha в Weekly Shonen Jump в 1998 году и снискал успех. Всего в Японии были опубликованы 23 тома манги, включающие в себя 189 основных глав и 11 бонусных историй. Аниме-сериал, созданный Studio Pierrot и продемонстрированный по TV Tokyo в период с 10 октября 2001 по 26 марта 2003 год, состоял из 75 серий длительностью в 23 минуты. Также в январе 2004 года был выпущен новогодний дополнительный выпуск под названием «Journey to the North Star Cup» продолжительностью в 77 минут.
В 2020 году по мотивам манги вышел китайский игровой сериал «Дух игры» (棋魂 / Qi Hun).

## Сюжет
Ученик выпускного класса начальной школы Синдо Хикару, поднявшись однажды со своей подружкой Акари на чердак дома дедушки в надежде найти что-нибудь полезное, находит старый гобан (доску для игры в го). После этой находки ему является дух человека по имени Фудзивара Сай — величайшего мастера игры го эпохи Хэйан. Возродившийся дух Сая поселяется в сознании мальчика, в результате Хикару обзаводится постоянным спутником и собеседником, которого никто, кроме самого Хикару, не видит и не слышит. Сай, как и при жизни, больше всего любит и желает играть в го, но сам, естественно, не может этого делать. Поддавшись на его уговоры, Хикару, никогда раньше не игравший в го, начинает играть (играет, естественно, Сай, а Хикару только ставит камни на доску) и, неожиданно для себя, сам увлекается игрой.
Сюжет сериала — последовательное описание процесса творческого роста Хикару и сопутствующих ему событий. Широко показан мир японского го, с его официальными учреждениями, любительскими клубами, любителями, профессионалами, турнирами, титулами и средствами массовой информации.

## История манги и сериала
Основой для сериала стала любительская манга. Она оказалась необычайно популярной. Первый том манги, изданный тиражом 30 000 экземпляров, был раскуплен в один день. Создатели вовсе не планировали делать мангу средством пропаганды игры го, но она стала таковым независимо от их желания. По мере выпуска манги в Японии было зафиксировано заметное увеличение желающих играть в го. Нихон Киин обратила внимание на издание и выступила спонсором создания фильма по манге.
Аниме создавалось уже именно как средство популяризации игры го, каждая серия сериала сопровождается двухминутным выпуском «школы го», в которой настоящий мастер го — Умэдзава Юкари, 5 дан, которая была также консультантом при создании сериала, — объясняет двум детям, мальчику и девочке, сначала базовые правила, потом — более сложные элементы го. В некоторых выпусках школы показаны короткие интервью известных игроков, репортажи с турниров и фестивалей го, преимущественно детских и молодёжных.
Первоначально было запланировано выпустить 104 серии, но в третьем сезоне рейтинг сериала стал быстро падать, поэтому ограничились 75 сериями. Официально выпуск сериала был лишь приостановлен, но возобновлять его не стали. В начале 2004 года вышел специальный новогодний выпуск «Hikaru no Go: New Year Special» — полнометражный фильм, в котором показана следующая часть истории Хикару и его друзей-соперников.

## Персонажи

Тоя Акира и Синдо Хикару в конце сериала

В сериале показано множество людей, большинство которых так или иначе связаны с го: профессиональные игроки, взрослые любители, школьники, любители го из разных стран. Большая часть показана мельком, но и часто упоминаемых действующих лиц довольно много.

### Главные герои
Хикару Синдо (яп. 進藤ヒカル Синдо: Хикару) — в начале сериала — ученик 6-го класса обычной японской школы, не слишком успевающий, больше всего любящий уроки физкультуры и находящийся явно не в ладах с историей. Он никогда раньше не играл в го и не интересовался этой игрой, так что соглашается играть для Сая лишь потому, что тот, лично знакомый с прошлыми временами, помогает ему делать задания и писать тесты по истории. Но начав играть и встретившись с миром го, с игроками, проникнувшись духом игры, Хикару увлекается. Кроме того, в нём неожиданно обнаруживаются способности и страсть к игре. Чем дальше, тем больше ему хочется играть и побеждать самостоятельно.
Начав играть под диктовку Сая, Хикару за два с половиной года проходит путь от абсолютного неумёхи, через новичка, игрока школьного клуба, инсэя (ученика японской Академии го) до профессионального игрока в го, и не собирается останавливаться на достигнутом. Его подгоняет пример Тоя Акиры — ровесника, уже достигшего высочайшего уровня в го и волей случая однажды выбравшего Хикару своим главными соперником.
Сэйю: Томоко Каваками
Акира Тоя (яп. 塔矢アキラ То:я Акира) — сын Тои Мэйдзина. В начале сериала, как и Хикару, является учеником 6-го класса. С двух лет занимается го, имеет твёрдое намерение стать профессиональным игроком. Очень способный и упорный. Уровень игры уже в начале сериала очень высок — Тоя играет со своим отцом, обладателем четырёх высших титулов го, на трёх камнях форы, а в клубе го даёт обучающие партии взрослым любителям. Среди сверстников у него нет достойных соперников. К концу сериала Акира становится профессионалом 3-го дана.
По стечению обстоятельств Акира оказался первым, с кем Сай с помощью Хикару сыграл в го после своего пробуждения. Акира был до глубины души потрясён тем, что его обыграл ровесник, по собственным словам, никогда ни с кем не игравший, не умеющий даже правильно держать камни и класть их на гобан. После этого случая Акира решил для себя, что Хикару — главное препятствие на его пути к высшему мастерству, и более всего стремился снова встретиться с ним и победить.
Сэйю: Санаэ Кобаяси
Фудзивара Сай (яп. 藤原佐為 Фудзивара-но-Сай) — в эпоху Хэйан Фудзивара Сай был величайшим мастером игры го, одним из двух личных учителей императора. Но второй учитель заявил императору, что одного наставника будет достаточно, и предложил выбрать достойнейшего — того, кто выиграет партию в го. Во время матча соперник Сая сжульничал и выиграл, Сай был изгнан из дворца и от огорчения покончил с собой. Однако его дух, жаждущий играть в го, не успокоился, а вселился в гобан.
В XIX веке Сай пробудился, встретившись с юным Кувахара Торадзиро, и помог тому стать одним из лучших игроков в го; став мастером в 20 лет, Торадзиро стал 14-м Хонъимбо — Хонъимбо Сюсаку. Когда Сюсаку умер от болезни, дух Сая снова оказался в гобане.
Встретившись с Хикару, Сай сначала просто уговаривает его дать возможность поиграть в го, используя мальчика в качестве своеобразного манипулятора. Но очень скоро Сай замечает в Хикару способности и становится его наставником, с удовольствием передавая талантливому ученику свои знания и опыт. К сожалению, в результате этого у Сая оказывается всё меньше и меньше возможностей играть — Хикару уже не привлекает игра под диктовку учителя, он стремится играть сам.
Сэйю: Сусуму Тиба

### Школьники
Акари Фудзисаки (яп. 藤崎あかり Фудзисаки Акари) — подружка Хикару. Сначала не понимала его увлечения го, но потом пришла в школьный клуб и начала учиться. Она увлеклась игрой и начала понемногу подниматься в уровне. Близко к сердцу принимает проблемы школьного клуба, очень хочет играть на межшкольном турнире в командной игре.
Сэйю: Юми Какадзу
Кимихиро Цуцуи (яп. 筒井公宏 Цуцуи Кимихиро) — ученик старших классов, увлекается го, долгое время пытался и в конце концов организовал в старшей школе, куда начал ходить Хикару, клуб го. Далеко не самый сильный, но очень увлечённый игрок.
Сэйю: Макото Цумура
Тэцуо Кага (яп. 加賀鉄男 Кага Тэцуо) — ученик старших классов, талантливый игрок в го, но не сумевший победить в своё время Тою Акиру, хотя тот и младше его на два года. Бросил играть в го, занявшись сёги. Президент школьного клуба сёги. Способен неплохо играть (на уровне сильного любителя) и оценить талантливого игрока. Столкнувшись с Синдо Хикару (фактически — с Саем), чувствует его высочайший уровень и вытаскивает Хикару на турнир школьных клубов.
Сэйю: Кэнтаро Ито
Юки Митани (яп. 三谷祐輝 Митани Ю:ки) — школьник, старше Хикару по возрасту, талантливый игрок в го, обучавшийся у хорошего учителя. Ему не удалось подняться выше игрока любительского го-клуба. Играл со взрослыми в го-клубе на деньги, начал жульничать в игре, за что был жестоко наказан. Хикару затащил его в школьный го-клуб, чтобы собрать команду для участия в турнире школьников. Отказывался идти в клуб, уходил из него, но всякий раз возвращался.
Сэйю: Ю Асакава
Хитоси Коикэ (яп. 小池仁志 Коикэ Хитоси) — последний из появившихся в сериале членов школьного го-клуба, организованного в своё время Цуцуи. Именно ему выросшие члены клуба оставили этот клуб.
Сэйю: Томо Сигэмацу
Масако Канэко (яп. 金子正子 Канэко Масако) — плотного телосложения девушка, неплохо (на школьном уровне) играющая в го, член волейбольного клуба. Пришла в школьный го-клуб, чтобы участвовать в турнире, и осталась. Весьма самоуверенна, но из девушек играет лучше всех.
Сэйю: Юкидзи Асаока
Каору Кисимото (яп. 岸本薫 Кисимото Каору) — президент го клуба в средней школе Кайо, ранее бывший инсэем. Долго оставался во втором классе, поэтому ушёл из инсэев. В команде Акиры — первая доска. Позже играет с Хикару, чтобы оценить его силы, но легко побеждает. Пренебрежительно отнёсся к плану Хикару подняться до уровня Акиры, играя в школьном клубе.

### Инсэи

Синъитиро Исуми (яп. 伊角慎一郎 Исуми Синъитиро:) — 18-летний инсэй. Играет практически на профессиональном уровне, сильнейший из инсэев. К моменту появления в сериале минимум дважды пытался сдавать экзамены на профессионала, но не смог, несмотря на то, что среди инсэев был и остался лучшим. Его основная проблема — эмоциональная неуравновешенность: при неудачах легко впадает в депрессию, что сказывается на качестве игры. На экзамене, показанном в сериале, провалился именно по этой причине: сначала проиграл Хикару, сделав явно ошибочный ход в выигрышной позиции, затем провалил ещё две партии из-за депрессии. Ему пришлось пройти довольно длинным и извилистым путём, чтобы победить свою слабость и стать профессионалом. Исуми и Вайя — наиболее близкие друзья Хикару среди инсэев и основные его помощники на пути в профессионалы.
Сэйю: Кэнъити Судзумура
Ёситака Вая (яп. 和谷義高 Вая Ёситака) — инсэй на год старше Хикару. Талантливый игрок, пробивающийся в профи. С первого раза не смог сдать экзамен на профессионала, но не опустил руки и своего добился. Играл в го в Интернете, встретился там с Саем (который играл в сети с помощью Хикару) и впоследствии долго пытался узнать, кто же Сай на самом деле. Ученик Морисита Сигео, 9-й дан, помимо учебных занятий в Нихон Киин ходит заниматься домой к учителю. Сдал экзамен на профессионала одновременно с Хикару.
Сэйю: Рэйко Такаги
Косукэ Оти (яп. 越智康介 Оти Ко:сукэ) — инсэй на год младше Хикару. Занялся го под влиянием состоятельного деда — любителя игры, мечтающего сделать из внука настоящего профессионала. Играет прекрасно и очень стабильно. Не слишком дружелюбен, высокомерен, склонен переоценивать свои силы, хотя и на самом деле очень способен. Придя в инсэи, за полгода стал одним из сильнейших, экзамен на профессионала сдал с первого раза, одновременно с Хикару, причём с лучшим результатом.
Сэйю: Ёко Мацуока
Юта Фукуи (яп. 福井雄太 Фукуи Ю:та) — инсэй на год младше Хикару. Весёлый, дружелюбный, играет неплохо (входит в число 16 лучших инсэев в первой группе), хотя с фаворитами школы инсэев тягаться пока не может. Играет очень быстро, что является одновременно и его силой, и слабостью: он никогда не попадает в цейтнот, его быстрая игра подстёгивает соперников, однако из-за привычки к интуитивной игре он не всегда продумывает ходы как следует. Хикару у него почти всегда выигрывает, а вот Вае с ним не везёт, хотя по результатам игр с другими инсэями Фуку гораздо слабее. Минимум дважды сдавал экзамен на про безуспешно, но не особенно переживает по этому поводу. Вообще, судя по его отношению к игре, пока что го для Фукуи — лишь интересное развлечение.
Тосинори Хонда (яп. 本田敏則 Хонда Тосинори) — 17-летний (на момент сдачи Хикару про-экзамена) инсэй. Один из сильнейших в группе. Его нельзя назвать ярким или очень талантливым игроком, таким как Тоя или Хикару, он, скорее, из тех, кто достигает цели упорным трудом и настойчивостью. Он способен, старателен, искренне увлечён го и твёрдо придерживается избранного пути — стать профессионалом и посвятить себя го. Очень спокойный и серьёзный.
Асуми Насэ (яп. 奈瀬明日美 Насэ Асуми) — девушка одного возраста с Ваей, инсэй. Играет неплохо, в первой группе, но не в фаворитах, хотя иногда у неё получается сыграть очень хорошо, и она обыгрывает гораздо более сильных противников. Любит го, хотя игра и не является для неё единственным увлечением.

### Профессионалы
Профессиональных игроков в сериале можно условно разделить на несколько поколений, каждое из которых представлено одним или несколькими персонажами. «Динозавров японского го», последних из уже сошедшего со сцены поколения, уже старых, но благодаря опыту всё равно сильных и опасных противников, представляет Кувабара Хонъимбо. Старшее поколение — Тоя Мэйдзин, Дзама Оудза, Морисита Сигэо. Это те, кто взошёл на вершину уже давно, а теперь стабильно играет и пока не собирается просто так отдать свои титулы молодым. Игроки среднего возраста — Огата, Сирокава, Гокисо. Кто-то из них уже штурмует вершины спортивной иерархии, оспаривая высшие титулы, кто-то — немного задержался, но идёт к той же цели, а некоторые достигли своего потолка и теперь просто зарабатывают деньги, выступая на го-мероприятиях, обучая новичков или занимаясь каким-нибудь связанным с го бизнесом. Молодое поколение — Саяки, Асивара, Курата — догоняют старших соперников, причём некоторые — весьма активно.
Коё Тоя (яп. 塔矢行洋 То:я Ко:ё:) — известен в мире го как Тоя Мэйдзин (яп. 塔矢名人 То:я Мэйдзин). Отец Акиры, профессионал го средних лет, обладатель пяти высших титулов японского го, включая титул мэйдзин. Постоянно в играх, ценит сильных противников. По мнению Сая, «этот человек близок к постижению высшего искусства». Встретив Хикару, победившего его сына, начал играть с ним (фактически, с Саем) партию, но не доиграл. Когда Хикару стал профессионалом, Тоя Мэйдзин пожелал сам сыграть с ним первую профессиональную партию. После первой игры с Саем, устроенной стараниями Хикару через Интернет, более всего хотел сыграть с игроком столь высокой квалификации снова.
Согласившись на Интернет-матч с Саем, сказал, что в случае проигрыша откажется от профессиональной карьеры, и сдержал слово. Тем не менее, играть не перестал.

Хонъимбо Кувабара

Сэйю: Эйдзо Цуда
Хонъимбо Кувабара (яп. 桑原本因坊 Кувабара Хонъимбо:) — седой невысокий старик неприятного вида. Профессионал го высшего уровня, любитель неприятно посмеиваться над собеседниками и соперниками, обладатель титула Хонъимбо. Не чурается не вполне спортивных методов психологического воздействия на соперников. Доверяет своей интуиции и «шестому чувству». Однажды столкнувшись с Синдо Хикару в коридоре, почувствовал в нём будущего гениального игрока и постоянно следил за его успехами. Безошибочно предсказал, что Тоя Акира и Синдо Хикару станут вечными соперниками, и был очень этим доволен («Двое гениев быстрее придут к высшему мастерству»).
Сэйю: Рокуро Ная
Сигэо Морисита (яп. 森下茂男 Морисита Сигэо) — профессиональный игрок в го, обладатель 9-го дана. У него учится Вая и ещё несколько инсэев. Считает Ваю лучшим своим учеником. Морисита — игрок и учитель «старой» школы, ученики приходят к нему домой, обедают вместе с его семьёй. Был очень доволен, когда приглашённый к нему на занятия Хикару практически с порога заявил, что намерен победить Акиру. Среди его учеников был также молодой профессионал Сирокава, у которого Хикару учился в самом начале сериала основам игры го. Морисита не нравится, когда при нём сравнивают его учеников и учеников Тои Мэйдзина.
Сэйю: Кацухиро Китагава
Дзама (яп. 座間 Дзама) — профессиональный игрок в го, обладатель титула Одза, соперник Тои Мэйдзина. Играл первую профессиональную партию с Акирой, а менее чем через два года встретился с ним уже в матче за титул. Неприязненно относится к Тое Мэйдзину, не слишком жалует и его сына.
Сэйю: Акихико Исидзуми
Сэйдзи Огата (яп. 緒方精次 Огата Сэйдзи) — профессионал 9-го дана, позже — обладатель титула Дзюдан. Ученик Тои Мэйдзина, профессионал го, претендент на высшие титулы. Случайно встретился с Хикару на любительском турнире, где тот, не подумав, высказал вслух мнение Сая о наблюдаемой ими партии, за что и был выдворен. Силой затащил Хикару на первую партию к Тоя Мэйдзину. После появления Хикару среди инсэев постоянно наблюдал за ним, сначала просто потому, что к Хикару проявил интерес Тоя, а затем, поняв, что этот игрок имеет огромный потенциал.
Сэйю: Кэйдзи Фудзивара
Ацуси Курата (яп. 倉田厚 Курата Ацуси) — молодой профессионал, тучный, дружелюбный, любит поесть, несколько болезненно самолюбив и обидчив. С юности показывал прекрасные результаты, очень быстро рос (впервые он упоминается в первом сезоне сериала как 4-й дан, во втором сезоне, как 5-й дан, в конце сериала, то есть через два с половиной года после первых показанных событий, он уже 6-й дан), в связи с чем старшие профессионалы сравнивают молодых способных игроков в первую очередь с ним. Является реальным претендентом на высшие титулы, хотя пока не завоевал ни одного. С удовольствием проводит лекции и обучающие игры для любителей, довольно популярен среди них, очень любит раздавать автографы. С Хикару познакомился на фестивале го, затем однажды научил его играть в «бесцветный го» — «экстремальный» вариант го для профессионалов, когда камни у игроков одного цвета, и по ходу партии необходимо помнить, кто куда ходил.
Сэйю: Мицуо Ивата
Гокисо (яп. 御器曽 Гокисо) — среднего возраста профессионал, в манге он упоминается, как игрок 7-го про дана, когда играет с Хикару. Как игрок он остановился в развитии, но продолжает играть, используя го как средство зарабатывания денег: выступает на турнирах, участвует в различных го-мероприятиях для любителей, играет учебные партии. Не вполне чистоплотен: составляет протекцию «своим» продавцам го-инвентаря, чтобы те на любительских турнирах и фестивалях могли продавать товар по сильно завышенным ценам. После того, как Гокисо в учебной партии на фестивале го буквально поиздевался над игроком-любителем, Сай предложил (через Хикару, конечно) доиграть за сдавшегося соперника партию и из проигранной позиции наголову разбил профессионала.
Мицуру Масиба (яп. 真柴充 Масиба Мицуру) — профессионал, сдавший экзамен на про одновременно с Акирой. Высокомерен и заносчив, к знакомым по школе инсэев относится пренебрежительно, всячески подчёркивает своё превосходство. На смешанном турнире инсэев и про низших данов безнадёжно проиграл Исуми.
Сэйю: Хироюки Ёсино

### Взрослые
Амано (яп. 天野 Амано) — редактор газеты «Мир го». Участвует в качестве главного представителя прессы во всех крупных событиях мира го, замечает странное внимание лучших игроков к Синдо Хикару, начинает обращать на него особое внимание, а в конце концов становится одним из его «болельщиков». Он уверен в том, что Хикару суждено стать игроком высочайшего уровня и вместе с другими молодыми профессионалами поднять уровень японского го.
Сэйю: Ёсито Исинами
Каваи (яп. 河合 Каваи) — любитель го из клуба, куда Хикару с друзьями заходил играть. По профессии — таксист. Нагловат, агрессивен, бесцеремонен, очень громко разговаривает и постоянно командует. Убедившись в способностях Хикару, проникся к нему уважением, но на поведении это отразилось слабо.
Сэйю: Кэнъити Оно
Тосиро Цубаки (яп. 椿俊郎 Цубаки Тосиро:) — любитель го возрастом около 30-и лет, высокий, мускулистый, с бородой и усами. Байкер. Постоянно кричит, ругается, причём делает это вполне сознательно, чтобы оказать давление на соперников. Сдавал одновременно с Хикару экзамен на профессионального игрока го, в отборочном туре играл с Хикару и выиграл, главным образом, за счёт психологической обработки — Хикару просто испугался его и потерял настрой на игру. Перед основным туром Хикару с Вайя и Идзуми специально ходил играть во взрослые го-салоны, чтобы привыкнуть играть со старшими и избавиться от робости. В основном туре Хикару выиграл у Цубаки. Цубаки не прошёл экзамен и отказался от идеи стать профессионалом, но экзаменационные партии доиграл все, даже после того, как сдать экзамен уже заведомо не мог.
Сэйю: Томомити Нисимура
Тацухико Кадоваки (яп. 門脇龍彦 Кадоваки Тацухико) — любитель го, 26 лет, очень силён, обладатель нескольких юношеских титулов. Собирался сдавать про-экзамен одновременно с Хикару. Встретился с Хикару в холле Нихон Киин, предложил ему сыграть, думая «размяться» перед экзаменом. Хикару разрешил играть Саю, Кадоваки был разбит, после чего уверился в исключительных способностях Синдо и решил сдавать экзамен годом позже.
Харуми Итикава (яп. 市河晴美 Итикава Харуми) — молодая женщина, работающая в го-клубе, принадлежащем Тое Коё. Когда предоставляется возможность, учится го у Тои Акиры. Большая поклонница его таланта, следит за успехами Акиры, переживает за него.
Сэйю: Сацуки Юкино
Юн (яп. 尹 Юн) — учителем средней школы Кайо, в которой учится Акира, который курирует в школьный клуб Го. Он родом из Кореи, где учил детей играть в го. Приехав в Японию первоначально был разочарован в уровне игры молодых игроков, пока не устроился в школу Кайо.
Дакэ (яп. ダケさん Дакэ-сан) — пожилой мужчина, профессиональный мошенник го. Играет в го-клубах на деньги. Уровень игры очень высокий для любителя, при этом он владеет нечестными приёмами игры, в частности, умеет незаметно пододвигать свои и чужие камни, делая ходы, и жульничать при подсчёте территории. Левша, использует это для усыпления бдительности соперника — ставит камни правой рукой, чтобы движения выглядели неуверенными. Его приглашают в го-клубы, когда нужно проучить игрока, начавшего жульничать, если этого игрока не удаётся или не требуется ловить за руку. Хозяин го-клуба, куда ходил Митани, пригласил Дакэ-сана, чтобы тот проучил подростка. Дакэ-сан удачно изобразил подвыпившего слабого игрока, создав впечатление лёгкой добычи, чем спровоцировал Митани на игру со ставкой в 10000 йен (около 90 долларов США). Проиграв, Митани вынужден был отдать все свои деньги и даже занять немного у Хикару. Позже Сай отыграл у Дакэ-сана выигранные деньги, и Хикару вернул их Митани.
Сэйю: Такаси Нагасако

## Аниме
Аниме-сериал был создан Studio Pierrot и показан на TV Tokyo с 10 октября 2001 по 26 марта 2003 год. На текущий момент сериал состоит из 75 серий (по 23 минуты каждая) и трёх спецвыпусков и описывает основную сюжетную линию аниме. В нём показаны события описанные до 19 тома манги, от знакомства Хикару с Саем до первой официальной партии Хикару с Тоя Акира.

### Альтернативная 64-я серия
Альтернативный вариант 64-й серии сериала, «Чаша Кейчоу» (называемая на этот раз «Матч справедливости. Цветение старинных цветов»), рассказывающей о том, как Хикару, разбивший любимую чашку Каги, отправляется с Саем на поиски замены и заходят в антикварную лавку, где Саю приходится играть с нечистым на руку хозяином, чтобы заставить того вернуть девочке украденную у её деда чашу и избавить её и Хикару от необходимости платить за разбитую посуду.
Отличия от «канонической» версии — в деталях. Наиболее характерная — в начале серии члены школьного клуба го играют в карты. Кроме того, случайный посетитель антикварной лавки, который в «основном» варианте серии ведёт себя очень вяло, здесь по ходу событий достаточно активно встаёт на сторону Хикару и требует от хозяина сдержать ранее данное слово.

### Новогодний спецвыпуск 2002
Новогодний спецвыпуск 2002 года — стандартная по размеру 23-минутная серия, содержащая новогодние поздравления Умэдзавы Юкари и её помощников из «Школы го» сериала, и сжатое изложение сюжета первого сезона сериала, от знакомства Хикару с Саем до начала школьного турнира, где в матче между школами Хадзэ и Кайо на третьих досках играли Хикару и Тоя. По формату это «серия-напоминание», призванная освежить в памяти зрителей события предыдущих серий после более-менее длительного перерыва, никакой дополнительной информации о событиях сериала она не содержит.

### Урок в конце эпизода
В конце каждой серии, после завершающей песни, показывается короткий минутный урок, в котором обсуждается какая-либо позиция и возможные варианты хода. Урок ведёт Юкари Умэдзава, на то время — 3-й про дан. Свой урок она ведёт с девочкой Май и мальчиком Юки.

### OVA
В январе 2004 года был выпущен новогодний дополнительный выпуск продолжительностью в 77 минут. Название «New Year Special — Journey to North Star Cup» можно дословно перевести как «Новогодний спецвыпуск — Путешествие на Кубок Северной Звезды». Это полнометражный фильм, сюжет которого продолжает основной сюжет аниме-сериала от 19 и до 21 тома манги и считается 76-м эпизодом.
Хикару — всё ещё 1-й дан, Тоя Акира — 3-й дан и член лиги Хонъимбо. Планируется интересное состязание — командный турнир между юношескими командами Японии, Китая и Кореи (об организации этого турнира говорили между собой работники редакции «Мира го» в предпоследней серии сериала). Команды должны состоять из трёх го-профессионалов не старше 18 лет. Основной темой (и одновременно — фоном для сопутствующих событий) становится отбор японской команды. В Японии юниор № 1 — безусловно, Тоя Акира, он получает место в команде «вне конкурса». За два оставшихся места проводится отборочный турнир, в котором участвуют Хикару, Вая, Оти, Хонда (он, вместе с Исуми и Кадоваки, сдал экзамен на год позже Хикару, Оти и Вая) и несколько молодых про, в том числе двое из Кансай Киин, среди которых выделяется явный фаворит — Ясиро, склонный играть неожиданно и рискованно, но при этом очень сильно и талантливо. В финальной партии отборочного турнира Хикару и Ясиро играют совершенно небывалую для профессионалов партию — она начинается ходами 5-5, тэнгэн, 5-5. Зрители и судья не выдерживают — уходят в соседнее помещение и анализируют партию по ходу, пытаясь понять, что же получится в результате.
Помимо основного сюжета, в фильме показана (не слишком подробно) «первая партия дана» Кувабара Хонъимбо против Синъитиро Исуми, новая встреча за доской Хикару и Кадоваки (на этот раз с Кадоваки играл сам Хикару, а не Сай, как раньше, причем Кадоваки отмечает, что Хикару стал играть слабее, на что Хикару лишь смеется). Затронута интересная и болезненная тема — начало соперничества юных талантов со своими взрослыми учителями. Хикару играет турнирную партию против Морисита, Тоя — против Огаты. Ученикам сложно играть с учителями, и дело не только в технике — похоже, в некоторых случаях такие игры могут разрушить те отношения «учитель — ученик», которые сложились за годы. Сэнсэй, лидер, пример для подражания, становится соперником, которого нужно превзойти во что бы то ни стало. Ученик, которого поднимали в уровне, становится конкурентом, дышащим в спину, и это — тоже одна из сторон профессионального го.
В этом фильме Хикару заметно повзрослел, изменилось и его отношение к го. Игра стала для него смыслом жизни, он радуется встрече с сильным игроком, радуется, увидев сильный или просто неожиданный ход противника, дающий ему возможность по максимуму проявить свои способности. Он сделал целью своей жизни достижение «высшего мастерства», потому что поверил: это позволит ему, рано или поздно, снова встретиться с мечтавшим об этом мастерстве Саем.

### Музыка
Открывающие темы
- «Get Over»: серии 1-30

Исполняет: Dream
- «I’ll Be the One»: серии 31-60

Исполняет: Hal
- «Fantasy»: серии 61-75

Исполняет: Нана Катасэ
Закрывающие темы
- «Bokura no Bouken»: серии 1-12

Исполняет: Kids Alive
- «Hitomi no Chikara»: серии 13-30

Исполняет: Ариса Мидзуки
- «Sincerely ~ever dream~»: серии 31-46

Исполняет: Dream
- «Days»: серии 47-63

Исполняет: Shela
- «Music is My Thing»: серии 64-74

Исполняет: Dream
- «Get Over ~Special Mix~»: серия 75

Исполняет: Dream

## Сериал
27 октября 2020 состоялась премьера китайской адаптации культовой манги Хикару и го. В русском переводе этот сериал известен как «Дух игры». Сюжет адаптации довольно далек от оригинальной истории, однако общая канва повествования сохраняется. Сценарий адаптации был одобрен автором манги Юми Хоттой ещё до начала съемок. 

### Съемки
Съемки проходили с июня по октябрь 2019 года в Ханчжоу и Хучжоу. 

### Отличия от манги
Существенным отличием от оригинала является то, что действие событий сериала происходит в Китае, а не в Японии, и соответственно имеет похожую, но другую историю с китайскими адаптациями оригинальных главных героев, а также многочисленными персонажами и сюжетными линиями, отсутствующими в оригинальной истории.

### Сюжет
Однажды, будучи еще мальчиком, Ши Гуан нашел старую доску игры в Го и освободил духа лучшего игрока в эту игру эпохи Лян по имени Чу Ин. Призрак уверен, что Ши Гуан — именно тот, кто поможет ему отыскать «Божественный ход»  (яп. 神の一手)  — высшая цель любого игрока в Го. Так этот дух стал его неизменным спутником, следуя за ним всюду, помогая и наставляя, принося неприятности и поддерживая, но проблема в том, что он совершенно не видим для окружающих, и это приводит к множеству неловких ситуаций. Однако Чу Ину все таки удается уговорить Ши Гуана сыграть в Го, вдохновив его стать профессиональным игроком. Так они встречают юного гения Юй Ляня, ставшим главным соперником всей жизни Ши Гуана.

### Список серий
| Номер     | Название серии                                                                      | Дата трансляции |  |
| --------- | ----------------------------------------------------------------------------------- | --------------- |  |
|           |                                                                                     |                 |  |
| Партия 1  | Возвращение (回归)                                                                  | 27 октября 2020 |  |
| Партия 2  | Девятилетний вундеркинд (九岁神童)                                                  | 27 октября 2020 |  |
| Партия 3  | Целая жизнь (一生的时间)                                                            | 27 октября 2020 |  |
| Партия 4  | Некоронованный король (无冕之王)                                                    | 27 октября 2020 |  |
| Партия 5  | Я должен тебя бояться? (俞亮再找时光对弈)                                           | 27 октября 2020 |  |
| Партия 6  | Бай Цзыцю возвращается (白子虬再生啦)                                               | 27 октября 2020 |  |
| Партия 7  | Тень Божества Го (棋神的影子)                                                       | 27 октября 2020 |  |
| Партия 8  | Король онлайн Го (网络棋王)                                                         | 27 октября 2020 |  |
| Партия 9  | Кто такой Чу Ин? (谁是褚嬴)                                                         | 28 октября 2020 |  |
| Партия 10 | Погоня за призраком (追逐幻影)                                                      | 28 октября 2020 |  |
| Партия 11 | Праздник (时光乌鹭山走失)                                                           | 29 октября 2020 |  |
| Партия 12 | Лучшие друзья навсегда (永远的好朋友)                                               | 29 октября 2020 |  |
| Партия 13 | Ицзянху (时光进入弈江湖道场)                                                        | 3 ноября 2020   |  |
| Партия 14 | Вызов (俞亮迎战赵冰封)                                                              | 3 ноября 2020   |  |
| Партия 15 | Сила Сяо Гуана (小光的实力)                                                         | 4 ноября 2020   |  |
| Партия 16 | Время высечет твой лик в камне, чтобы ты стал достойным образцом (林厉设局考验洪河) | 4 ноября 2020   |  |
| Партия 17 | Встречи с тобой достаточно (能遇见你就已经够了)                                     | 5 ноября 2020   |  |
| Партия 18 | Здесь был Лун Янь (小光洪河遇见桑原)                                                | 5 ноября 2020   |  |
| Партия 19 | Ты мой счастливый талисман (你是我的吉祥物)                                         | 10 ноября 2020  |  |
| Партия 20 | Завоевание Фанъюаня (制霸方圆市)                                                    | 10 ноября 2020  |  |
| Партия 21 | Как тебя зовут? (时光挑战朴秀英)                                                    | 11 ноября 2020  |  |
| Партия 22 | Дуэль! Национальный турнир на повышение ранга (全国围棋定段赛开始)                  | 11 ноября 2020  |  |
| Партия 23 | Висеть на волоске (时光恢复比赛状态)                                                | 12 ноября 2020  |  |
| Партия 24 | Последнее испытание (时光帮洪河重返赛场)                                            | 12 ноября 2020  |  |
| Партия 25 | Никакой определённости (时光洪河送别沈一朗)                                         | 17 ноября 2020  |  |
| Партия 26 | Плохо дело! Это Юй Лян (时光安慰褚嬴)                                               | 17 ноября 2020  |  |
| Партия 27 | Это я (时光带褚嬴看比赛)                                                            | 18 ноября 2020  |  |
| Партия 28 | Турнир новичков (时光与俞晓暘对弈)                                                  | 18 ноября 2020  |  |
| Партия 29 | Незабываемый подарок (时光被俞亮无视)                                               | 19 ноября 2020  |  |
| Партия 30 | Божественный ход (时光找到神之一手)                                                 | 19 ноября 2020  |  |
| Партия 31 | Что насчёт моего го? (俞晓暘说出退役原因)                                           | 24 ноября 2020  |  |
| Партия 32 | Ответ тысячелетия (褚嬴方绪对弈)                                                    | 24 ноября 2020  |  |
| Партия 33 | Дух игры (时光一蹶不振)                                                             | 25 ноября 2020  |  |
| Партия 34 | Я всегда здесь (时光放弃围棋)                                                       | 25 ноября 2020  |  |
| Партия 35 | Го в его лучшем виде (时光重返棋坛)                                                 | 26 ноября 2020  |  |
| Партия 36 | Новая волна (时光俞亮共赴赛场)                                                      | 26 ноября 2020  |  |